# Příbram III
Příbram III gradska je četvrt grada Příbrama. Prema popisu stanovništva iz 2001. godine, u četvrti živi 4.058 stanovnika na 463 prijavljene adrese. 
Površina i poštanski broj jednaki su kao i za četvrti Příbram I i Příbram II.
Četvrt obuhvaća područje južno od centra grada, na desnoj obali potoka Příbrama, kojim prolazi Državna cesta I/66.

## Vanjske poveznice
- (češ.) (engl.) (njem.) Službene stranice grada i općine Příbram